# Twenkë
Twenkë (ook: Kulumuli) is een dorp in Frans-Guyana in de gemeente Maripasoula. Het wordt bewoond door inheemsen van het Wayana-volk en is de zetel van de Franse granman van het volk. Twenkë bevindt zich op een eiland in de Lawarivier tegenover het inheemse dorp Talhuwen.:4 In 2009 had Twenkë ongeveer 90 inwoners.:138

## Naam
De inheemse naam van het dorp is Kulumuli, hetgeen riet betekent. Het dorp wordt ook Twenkë genoemd ter ere van de gelijknamige kapitein die als eerste Franse granman van de Wayana werd geïnstalleerd.:4

## Geschiedenis
Halverwege de 20e eeuw probeerden de autoriteiten van Suriname en Frankrijk een betere grip te krijgen op het binnenland. De inheemse bevolking in het grensgebied moest worden geregistreerd in het bevolkingsregister en een keuze maken tussen Nederlands of Frans staatsburgerschap. Kapitein Twenkë koos voor Frankrijk en stichtte een dorp aan de rechteroever van de Lawa. Hij werd vervolgens geïnstalleerd als granman.:95-99 Na zijn overlijden in 1985 werd hij opgevolgd door zijn zoon Amaipotï.:135
Aan de Surinaamse zijde bevond zich het dorp Pïleike dat bestuurd werd door de gelijknamige sjamaan. Voordat hij aan het eind van de jaren 1990 overleed, gaf hij de opdracht aan de dorpelingen om zich te vestigen in Twenkë.:239

## Overzicht
In 1973 werd Jean-Paul Klingelhofer naar Twenkë gestuurd om een school op te richtten.:115-116 In 1991 is een school in Talhuwen gesticht, en is er één klas voor de jongste kinderen in Twenkë en twee klassen voor de oudere kinderen in Talhuwen. De kliniek bevindt zich tevens in Talhuwen. Het dorp heeft electriciteit via zonnepanelen.

## Transport
Twenkë is alleen het bereiken via de Lawarivier en ligt op ongeveer anderhalf uur varen van Maripasoula. Een toestemming van de prefectuur is vereist.
Antecume Pata · Élahé · Kayodé · Maripasoula · Nouveau Wakapou · Pilima · Talhuwen · Twenkë